# James Campbell, 1. Baron Glenavy

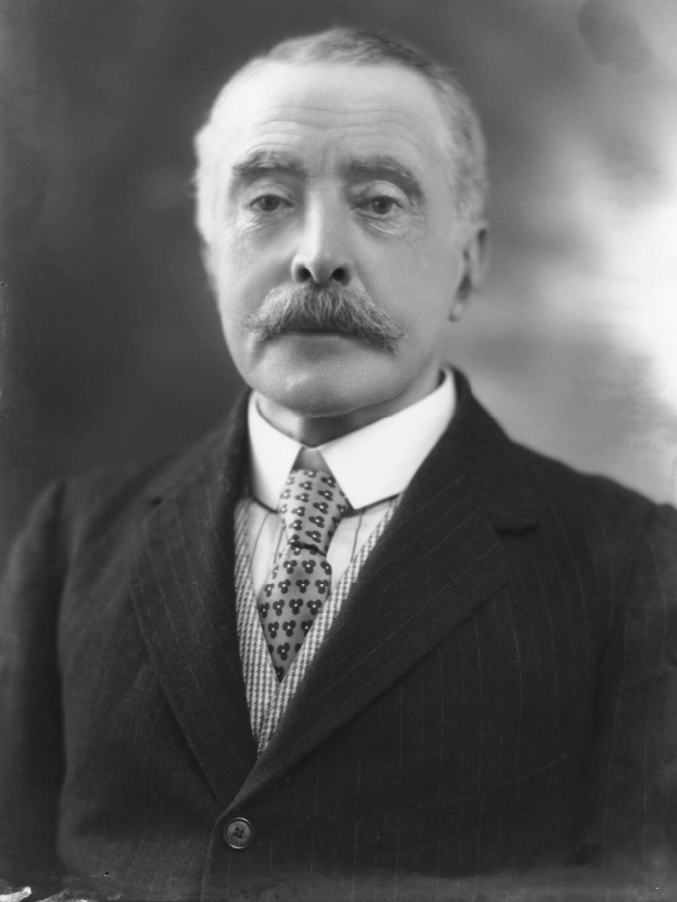
James Campbell, 1. Baron Glenavy, 1922

James Henry Mussen Campbell, 1. Baron Glenavy (* 4. April 1851 in Dublin; † 22. März 1931 in Dublin) war ein britisch-irischer Rechtsanwalt und Politiker.
Er schloss 1874 sein Studium am Trinity College Dublin ab. 1878 wurde er in Irland und 1893 in England als Barrister zugelassen. Ab 1892 wurde er Queen’s Counsel für Irland. Von 1903 bis 1905 war er Solicitor-General für Irland und 1905 sowie erneut 1916 bis 1917 Attorney-General für Irland. 1905 wurde er ins Privy Council für Irland aufgenommen.
Parallel zu seiner Juristenkarriere gehörte er von 1898 bis 1900 und von 1903 bis 1917 als Abgeordneter der Irish Unionist Party dem britischen House of Commons an. Er war dort von 1898 bis 1900 Abgeordneter für den Wahlkreis Dublin St Stephen’s Green und von 1903 bis 1917 für den Universitätswahlkreis Dublin.
Am 10. Januar 1917 wurde er in der Baronetage of the United Kingdom als Baronet, of Glenavy in the County of Antrim, geadelt. Von 1917 bis 1918 war er Lord Chief Justice für Irland und von 1919 bis 1921 Lordkanzler von Irland. 1921 wurde er in der Peerage of the United Kingdom zum Baron Glenavy, of Milltown in the County of Dublin, erhoben, womit ein Sitz im britischen House of Lords verbunden war.
Ab 1922 gehörte er dem Oberhaus (Seanad Éireann) des Parlaments (Oireachtas) des neugegründeten irischen Freistaates an. In diesem war er von 1922 bis 1928 erste Vorsitzende (Cathaoirleach) des Seanad Éireann.
Aus seiner 1884 geschlossenen Ehe mit Emily MacCullagh († 1939) hatte er eine Tochter und drei Söhne, von denen der älteste, Charles bei seinem Tod, 1931, seine Adelstitel erbte. 